# 圓山公園 (札幌市)

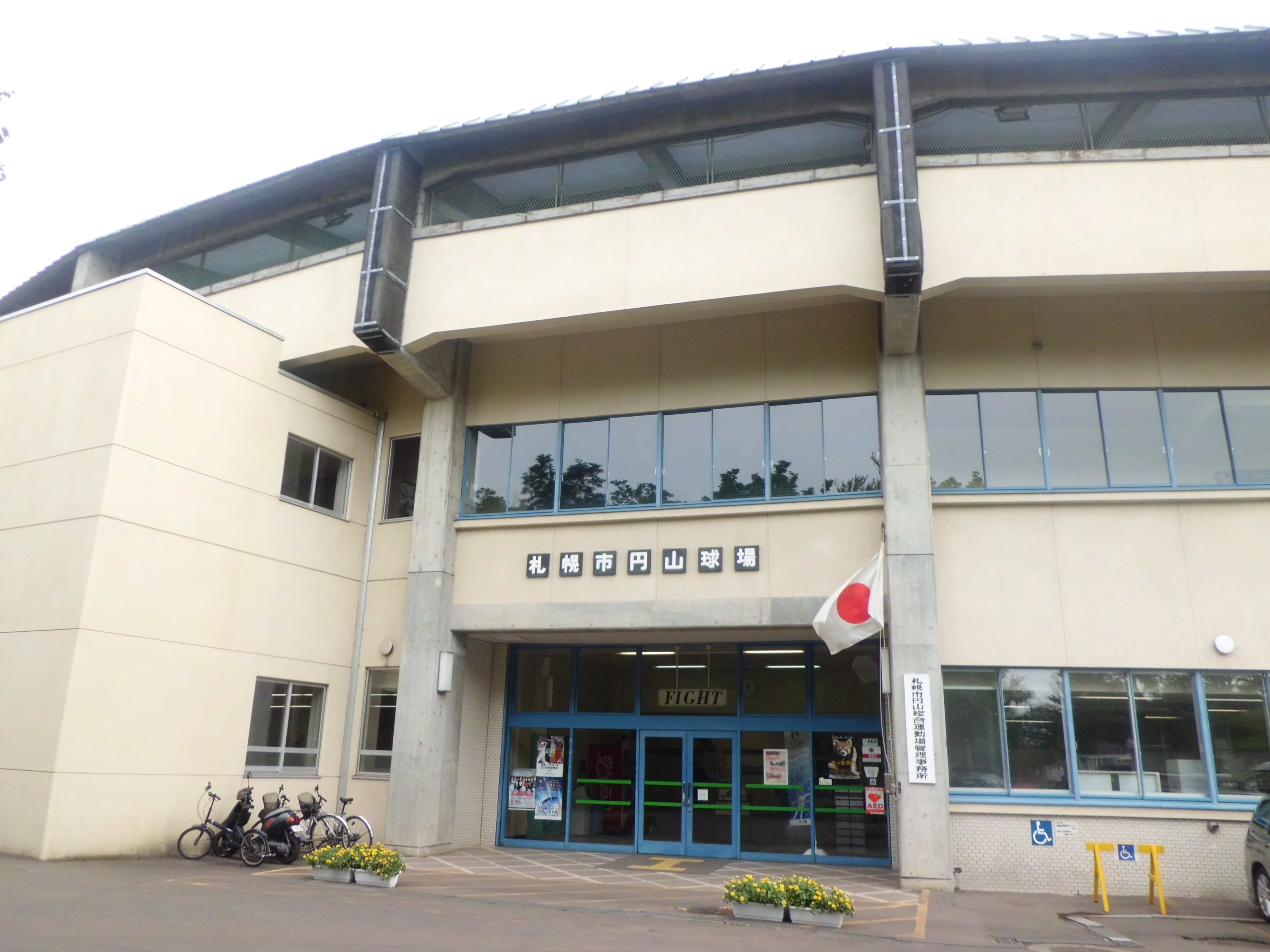
圓山球場

圓山公園（日语：円山公園）是北海道札幌市中央區的公園。

## 概要
戰後，1957年，以京都市的圓山公園為原型開闢，全域由圓山至宮丘。作為札幌市民的休憩場所，人潮特別出現在毎年5月上旬的花見客、6月北海道神宮祭的參拜客。
園內有動物園、棒球場、陸上競技場、網球場、子供之國等，隣接的北海道神宮在公園外，所有者亦不同。

## 面積
- 約68.7ha

## 主要設施
- 札幌市圓山動物園
- 札幌市圓山總合運動場
  - 札幌市圓山球場
  - 札幌市圓山競技場
  - 網球場（軟式用）
- 子供之國

## 交通
- 圓山公園車站─札幌市營地下鐵東西線

## 同名公園
- 圓山公園 (京都府)
- 圓山公園 (台北市)

## 外部連結
- 圓山公園